# Norrlandsbrigad 85

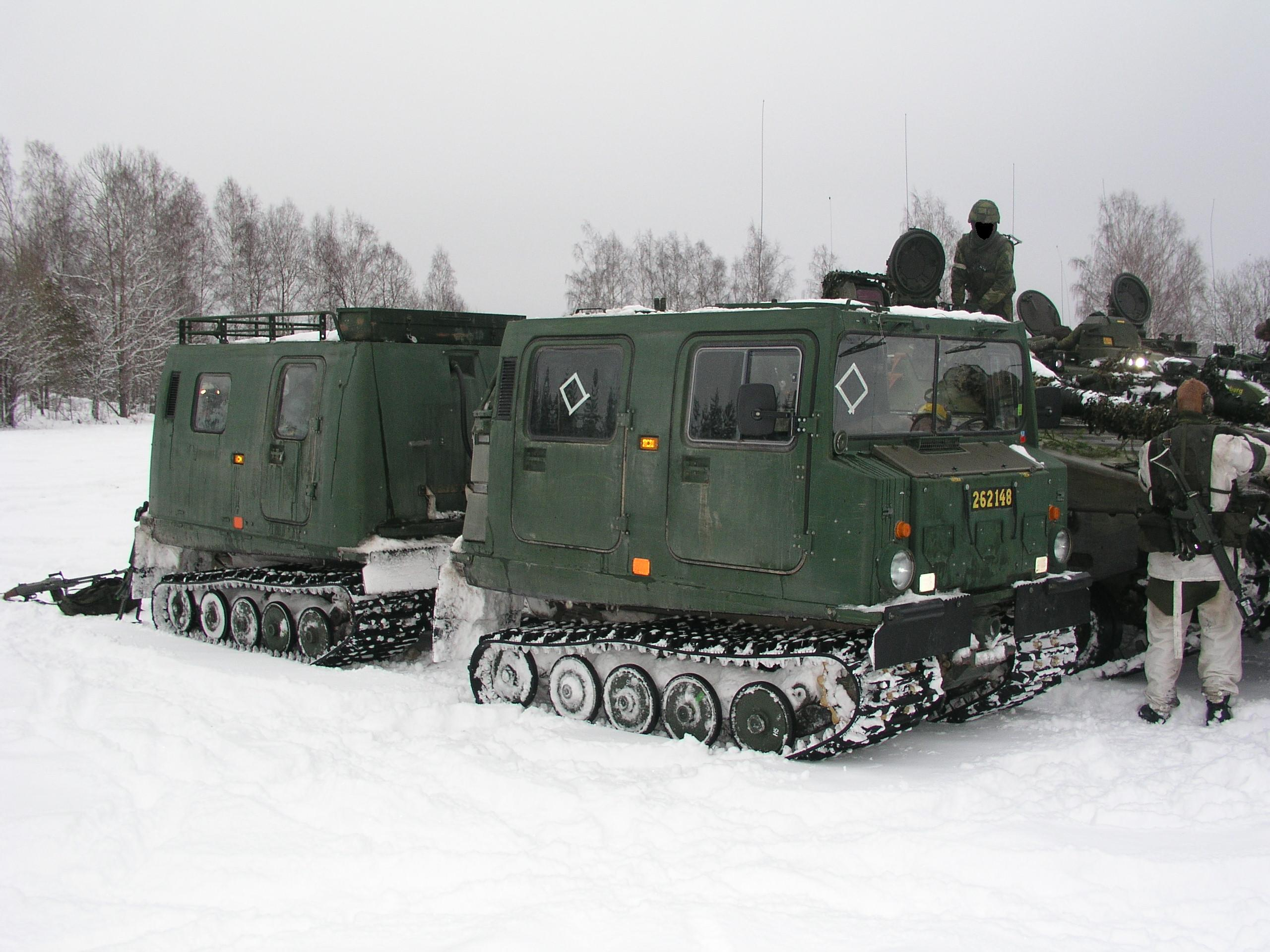
Hägglunds Bv 206 i sent utförande med högt registreringsnummer och modifierade backspeglar. Stridsfordon 90 skymtar i bakgrunden.

Norrlandsbrigad NB 85 var ett organiserat krigsförband av brigadstorlek som existerade mellan 1985 och 2000. Förbandet var anpassat för strid i väglös terräng. Förbanden hade sina huvudsakliga krigsuppgifter inom övre Norrlands militärområde (MILO ÖN) fram till och med 1994, när fokus för försvarsmaktens invasionsförsvar skiftade från invasion över landgränsen i norr till anfall mot "centrala delar" såsom storstadsregionerna. Förbanden miste något av sin specialitet i samband med detta, på grund av tillgång till vägnät, där hjulburna förband kan hålla ett högre stridstempo. Organisation NB 85 var en vidareutveckling av de tidigare norrlandsförbanden med organisation NB 63 och NB 69R.

## Bakgrund
Under vinterfälttjänstövningen Snöflingan i Kalixområdet februari/mars 1958 blev det uppenbart att infanteribrigadens traktororganisation inte var lämplig för strid i övre norrland. 
I 19 fick därför uppdraget att genomföra taktiska försök och utveckla ett förband särskilt anpassat för strid i övre norrland, Norrlandsbrigaden. Främst stod kravet att vid strid, främst vid omfattningsrörelser i väglös terräng, kunna förflyttas snabbt och smidigt samtidigt som underhållet kan följa med. Lösningen blev förband med översnöfordon, bandvagnar, inledningsvis av modell Bandvagn 202/203. 
Bandvagn 202/203 hade mycket god framkomlighet, såväl på barmark som i snö. Den saknade dock i allt väsentligt trupptransportkapacitet, varför skidtolkning var standardförfarande för truppen.
Efter omfattande organisationsförsök började norrlandsskyttebataljonen, som skulle ingå i norrlandsbrigaden, ta form och utbildningen av de första förbanden genomfördes vid I 19 utbildningsåret 1964/65. 
Norrlandsbrigaden prövades första gången vid Vinterfälttjänstövningen 1965 (VFÖ 1965) i trakten av Pålkem.

## Organisation
Brigaden bestod av ett antal ingående bataljoner och kompanier.
4 × Norrlandsskyttebataljoner
1 × Norrlandsbrigadstabskompani
1 × Norrlandshaubitsbataljon
1 × Norrlandsunderhållsbataljoner
1 × Pansarvärnskompani Robot 55 (TOW)
1 × Bandpansarvärnskompani Ikv 91 (Senare Strf 90)
1 × Norrlandsbrigadspaningskompani
2 × Norrlandsluftvärnskompani (1 RBS 70, 1 RBS 90)
1 × Norrlandsingenjörbataljon
Norrlandsbrigaderna hade fyra Norrlandsskyttebataljoner med vardera tre stridande kompanier till skillnad från Infanteribrigaderna som hade tre Infanteribataljoner med vardera fyra stridande kompanier. Dessutom fanns två Norrlandsluftvärnskompanier, mot normalt ett. Detta för att kunna säkerställa eget skydd i väglös terräng, där andra förband inte kan påräknas.
Totalt omfattade brigaden cirka 6000 personer.

## Taktisk uppgift
Brigaden löste uppgifter utifrån målsättning beskriven i det så kallade TOEM - ”Taktisk Organisatorik (och) Ekonomisk målsättning”. Alla krigsförband har ett TOEM och kombinerat med dess krigsduglighet (KDU-värde) kan man bedöma dess effekt. KDU beskrivs på en femgradig skala där 1 är oanvändbart och 5 är rutinerat. Utbildningsmålen för norrlandsförbanden var i regel 4 för kompani och 3 för bataljon.
TOEM, NB 85
NB 85 är främst utformad för anfall och fördröjningsstrid i betäckt och småbruten terräng i övre Norrland.
Uppgift: Anfall
- kunna slå ett mekaniserat regemente, 30 km från vägslut, inom 3 dygn

Uppgift: Fördröjningsstrid
- kunna fördröja en mekaniserad division på en bredd av 30-40 km och 50-60 km djup under minst tre (3) dygn

## Utbildning
Stommen i brigaden, norrlandsskyttebataljonerna, utbildades vid de norra infanteriregementena, vilka också hade huvudansvaret för förbanden. Ansvaret för stödförbanden fördelades på funktionsförbanden. Alla förband utom I 13 hade tidigare varit organiserade såsom norrlandsbrigader i organisation 63. I 13 tillfördes som norrlandsförband from 1984 och brigadförbandet bytte då beteckning till NB 13. Även NB 19 var organiserad som norrlandsbrigad fram till och med 1994, då den omorganiserades till mekaniserad brigad. 
Omorganisationen från NB 63 och NB 69R till NB 85 skedde successivt från 1984 – 1987.
| ORG NB 63/69R | Upprättad | Senare beteckning | Plattform | Namn                  | Anmärkning         |
| ------------- | --------- | ----------------- | --------- | --------------------- | ------------------ |
| NB 19         | 1964      | MekB (1994)       | I 19/P 5  | Norrbottensbrigaden   | Omorganiserad 1994 |
| NB 20         | 1964      | --                | I 20      | Vildmannabrigaden     | Avvecklad 1971     |
| NB 35         | 1964      | NB 5 (1994)       | I 5       | Fältjägarbrigaden     | Avvecklad 2000     |
| --            | --        | NB 13 (1984)      | I 13      | Dalabrigaden          | Avvecklad 2000     |
| NB 50         | 1965      | NB 20 (1994)      | I 20      | Lapplandsbrigaden     | Avvecklad 1997     |
| NB 51         | 1972      | NB 21 (1994)      | I 21      | Ångermanlandsbrigaden | Avvecklad 2000     |

Det nedlagda förbandet NB 20 flyttades 1972 till I 21 och sättas upp som nytt förband, NB 51. Norrlands skyttebataljonerna ur NB 20 kvarstod dock i organisationen, omvandlade till fristående bataljoner, typ F. I praktiken var detta ett sätt att behålla nedlagda förband.

## Teknik och vapenutveckling
Under förbandets levnad tillfördes viss ny materiel, och ett av de viktigaste tillskotten var pansarvärnsrobot 56 (Pvrb 56), som tillfördes 1990–1991. Pansarvärnsplutonerna som tidigare varit utrustade med fyra stycken pansarvärnspjäs 1110, bytte två av dessa mot två Pvrb 56. Senare avvecklades pansarvärnspjäsen helt, och ersattes med robotsystem. Pjäserna ingick i det så kallade "baltstödet"
En annan viktig komponent var tillförseln av granatkastargranaten Strix. Granaten tillfördes i liten omfattning omkring 1995, då pjäserna (granatkastare m/41) också fick nytt eldledningssystem. Detta förkortade ledtiderna och ökade förbandets verkan mot bepansrade mål.

## Motorisering
En viktig komponent i brigadens förmåga var dess mycket stora rörlighet, vilken möjliggjordes genom att moderna bandvagnar tillfördes på bredden, och ersatte den äldre modellen, Bv 202 vid de existerande norrlandsförbanden. Bv 206 användes för i stort sett all trupptransport, och för en stor del av underhållstrafiken. Förband som normalt var hjulbundet, till exempel luftvärnsenheter, kunde därför följa de stridande enheterna på ett helt annat än som tidigare varit möjligt.
Bandvagnarnas svaga punkt är dess obefintliga skydd mot vapenverkan, då karossen är tillverkad i glasfiberarmerad plast, kombinerat med relativt stor bränsletank för bensin som sitter direkt på fordonskroppen. Senare modeller har diesel som drivmedel, vilket minskar brandrisken något.

## Mekanisering

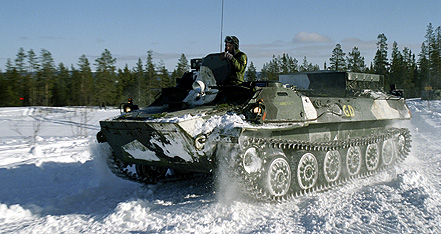
Pbv 401 "Gustav-David, GD" (Pv-pluton) i vintermiljö med vintercamouflage, i regel målad av besättningen. Takboxen är en svensk modifiering och används bl.a. till att transportera truppens packning.

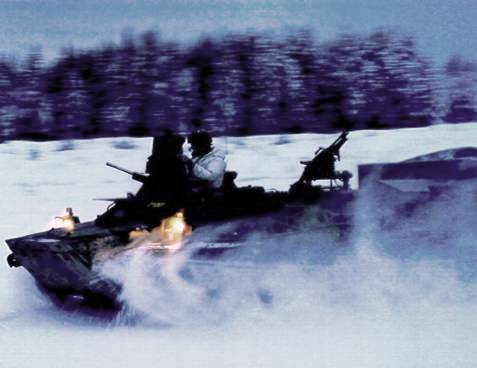
Pbv 401 under framryckning. Notera kulsprutemontaget.

Under senare delen av 1990-talet tillfördes Pbv 401 till två av brigadens bataljoner, och brigadens bandpansarvärnskompani, som tidigare varit utrustat med Ikv 91, ombeväpnades med Stridsfordon 9040B. En större införskaffning var planerad, men genomfördes aldrig.
Mekaniseringen innebar avsevärda fördyringar för förbanden, och utbildningen av både Pbv 401 (inledningsvis instruktörsutbildning) och Strf 90 var därför samordnad till NB 20 i Umeå.
Införandet av Pbv 401 innebar att Norrlandsskytteplutonen nu fick tre stycken lättbepansrade fordon istället för två obepansrade bandvagnar. Framkomligheten för Pbv 401 var likvärdig med bandvagnen, men inte lika mångsidig, och avsevärt besvärligare att använda för andra ändamål än just trupptransport. Vagnen var enkel att handha, men relativt omodern i sin utformning.

## NB 2000
Norrlandsbrigadens utveckling mot modernare struktur påbörjades redan 1995, och flera olika förslag florerade under en tid. Inget förslag kom dock att realiseras fullständigt, eftersom riksdagen beslutade att förbanden skulle avvecklas, vilket också genomfördes i samband med försvarsbesluten 1996 och 2000.